# Frederick Timpson I’Ons

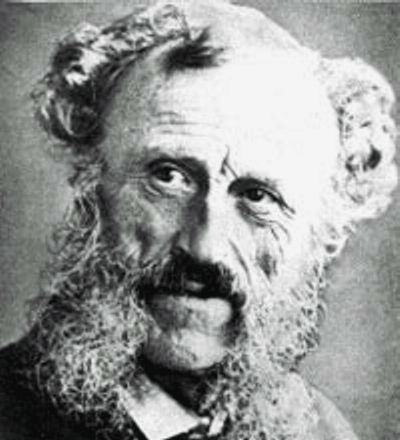
Frederick Timpson I'Ons, ca. 1870

Frederick Timpson I'Ons (* 15. November 1802 in Islington, Middlesex, England; † 8. Dezember 1887 in Grahamstown, Kapkolonie) war ein britisch-südafrikanischer Maler und einer der bedeutendsten Künstler der britischen Kolonialzeit des heutigen Südafrikas.

## Leben

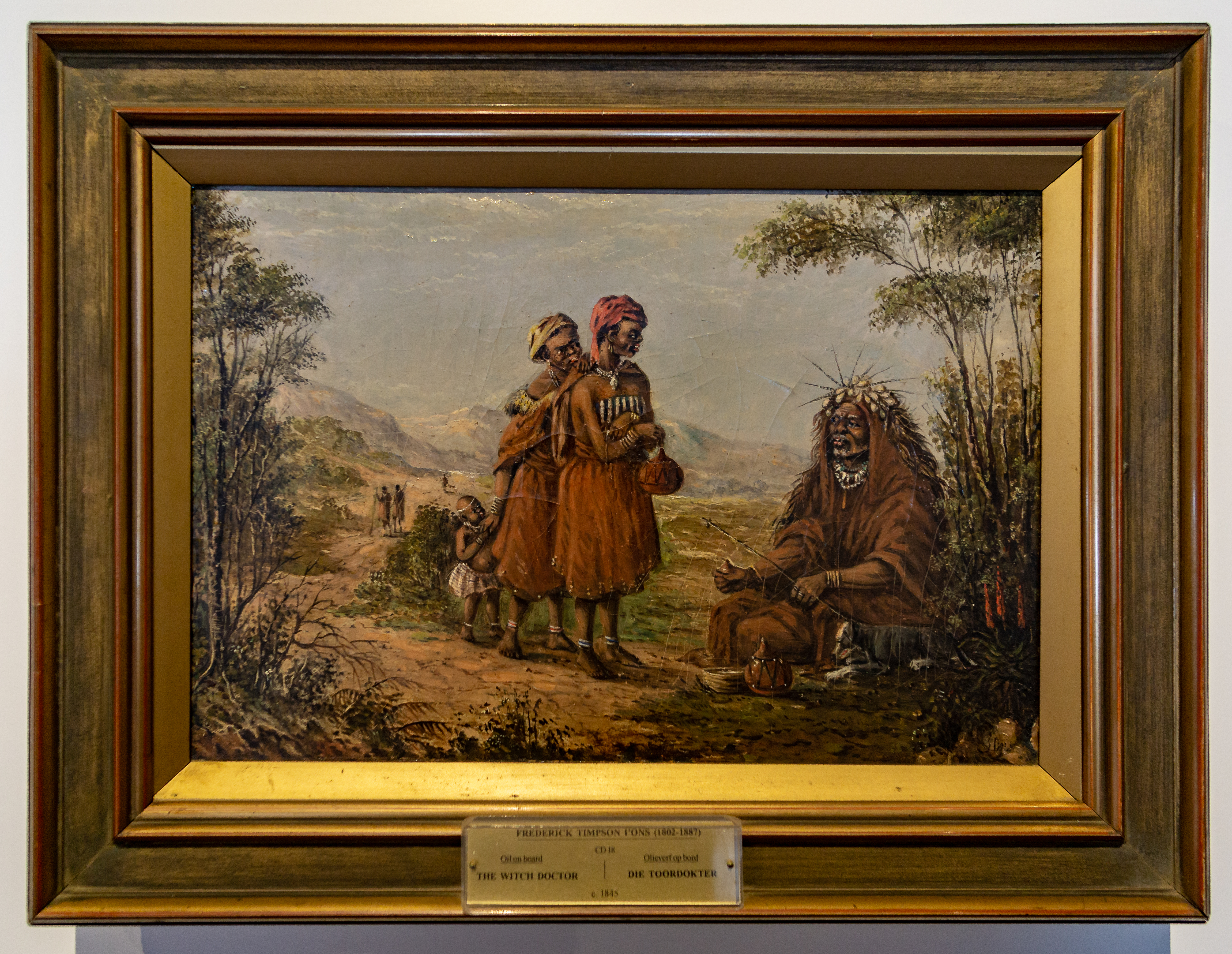
Frauen konsultieren einen Wahrsager, ca. 1845. Iziko William Fehr Collection

1802 in England geboren, zeigte Frederick Timpson I'Ons schon als Kind ein natürliches Zeichentalent und nahm später Bildhauerunterricht bei John Francis. Als junger Erwachsener leitete er eine Kunstschule in Marylebone, wo er Zeichnen und Malen unterrichtete. 1820 emigrierte er mit der Siedlergruppe der sogenannten „1820 Settlers“ in die Kapkolonie. Diese Gruppe britischer Siedler ließ sich in der heutigen Provinz Ostkap nieder, insbesondere im Gebiet um das heutige Port Elizabeth und Grahamstown, wo Frederick Timpson I'Ons einen großen Teil seines Lebens verbrachte.

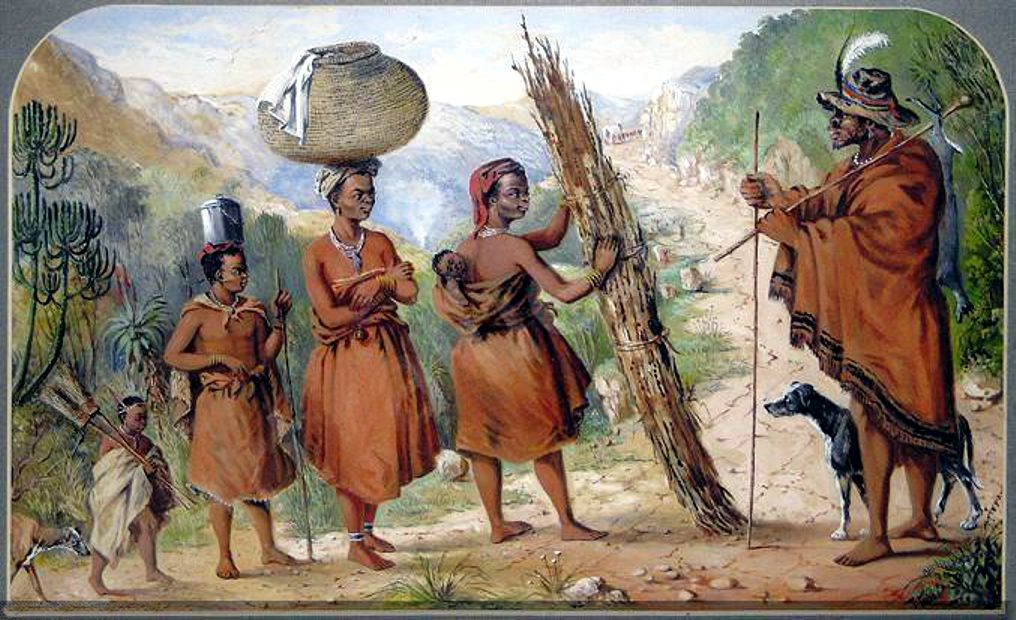
Die Straße von Grahamstown (Gruppe von Xhosa-Frauen im Gespräch mit einem Xhosa-Mann), 1870er Jahre.

Im Jahr 1827 heiratete er Ann Frazer und 1834 zog das Paar in den Stadtteil Albany in Grahamstown. Dieser Umzug fiel mit dem Ausbruch des Sechsten Grenzkrieges zusammen, für den sich Frederick Timpson I'Ons freiwillig meldete. Seine Erfahrungen während der Kriege (insgesamt neun) inspirierten ihn zu den „Aquila Cartoons“, einer Serie von Karikaturen, die sich über den Gouverneur Lieutenant Andries Stockenström lustig machten. Frederick Timpson I'Ons wurde auch von Militäroffizieren beauftragt, Porträts von Xhosa-Häuptlingen und anderen Einheimischen zu zeichnen. 
Nach dem Krieg verdiente er seinen Lebensunterhalt mit Auftragsporträts prominenter Einwohner von Grahamstown und gab privaten Kunstunterricht. Frederick Timpson I'Ons war ein begabter Landschaftsmaler. Seine Werke werden als wertvolle historische Dokumentation des Lebens an der Grenze um 1800 geschätzt. Besonders bekannt wurde er durch seine Darstellungen der indigenen Völker der Region, insbesondere der Xhosa. Seine Werke bieten wertvolle Einblicke in das Leben der lokalen Bevölkerung und die Interaktionen zwischen den britischen Siedlern und den einheimischen Gemeinschaften während des 19. Jahrhunderts. Frederick Timpson I'Ons’ Gemälde sind historische Zeugnisse, die ein Bild der kulturellen Vielfalt und der kolonialen Konflikte dieser Zeit zeichnen.
Frederick Timpson I’Ons starb 1887 in Grahamstown. Trotz seines vergleichsweise geringen Bekanntheitsgrades in Europa wird er in Südafrika als wichtiger Pionier der kolonialen Malerei anerkannt und geschätzt, insbesondere für seine detaillierten Darstellungen und ethnografischen Studien, die zur Dokumentation der Geschichte und Kultur der Region beitragen.
Seine Werke wurden in der Tate Gallery in London, in der South African National Gallery in Kapstadt, in der William Humphreys Art Gallery in Kimberley und in der King George VI Gallery (heute Nelson Mandela Metropolitan Art Museum) in Port Elizabeth ausgestellt. Darüber hinaus befinden sie sich in zahlreichen privaten und öffentlichen Sammlungen.